# Kanton Rennes-Est
Kanton Rennes-Est (francouzsky Canton de Rennes-Est) je francouzský kanton v departementu Ille-et-Vilaine v regionu Bretaň. Tvoří ho pouze východní část města Rennes.